# Недобросовестная конкуренция
Недобросовестная конкуренция — нарушение общепринятых правил и норм конкуренции. Сутью недобросовестной конкуренции является нарушение законов и неписаных правил.

## В международном законодательстве
Разделять конкуренцию на законную и незаконную в государствах с развитой рыночной экономикой начали в конце XIX — начале XX века. На законодательном уровне недобросовестная конкуренция впервые стала регулироваться Парижской конвенцией по охране промышленной собственности. В целях пресечения недобросовестной конкуренции конвенция запрещает:

1) все действия, способные каким бы то ни было способом вызвать смешение в отношении предприятия, продуктов или промышленной или торговой деятельности конкурента;
2) ложные утверждения при осуществлении коммерческой деятельности, способные дискредитировать предприятие, продукты или промышленную или торговую деятельность конкурента;
3) указания или утверждения, использование которых при осуществлении коммерческой деятельности может ввести общественность в заблуждение относительно характера, способа изготовления, свойств, пригодности к применению или количества товаров.

В разных странах принимаются специальные законы для защиты добросовестной конкуренции. В случае отсутствия специального законодательства о недобросовестной конкуренции, нормы о её пресечении содержатся в гражданском кодексе и других законодательных актах. В ряде стран законодательные нормы о борьбе с недобросовестной конкуренцией являются частью антимонопольного законодательства, в других же — это самостоятельный институт.
Во многих странах официально запрещён демпинг, тайный сговор на торгах и создание тайных картелей, ложная информация и реклама и другие методы недобросовестной конкуренции. Также к недобросовестной конкуренции часто относят так называемый vendor lock-in, то есть практику, при которой поставщик каких-либо продуктов или сервисов создаёт потребителю препятствия к смене поставщика или взаимодействию с продуктами других поставщиков. К ответственности поставщиков, использующих эту практику привлекают нечасто. Один из известных случаев — судебный процесс Еврокомиссии против корпорации Microsoft.

## В России
Недобросовестная конкуренция является нарушением статьи 34, п.2 Конституции РФ («Не допускается экономическая деятельность, направленная на монополизацию и недобросовестную конкуренцию»).
Статья 4 Федерального закона от 26.07.2006 № 135-ФЗ «О защите конкуренции» трактует это понятие как: любые действия хозяйствующих субъектов (группы лиц), которые направлены на получение преимуществ при осуществлении предпринимательской деятельности, противоречат законодательству Российской Федерации, обычаям делового оборота, требованиям добропорядочности, разумности и справедливости и причинили или могут причинить убытки другим хозяйствующим субъектам — конкурентам либо нанесли или могут нанести вред их деловой репутации.
Формы недобросовестной конкуренции установлены ст. 14 указанного выше закона (ст.14 ФЗ «О защите конкуренции» Утратила силу. — Федеральный закон от 05.10.2015 N 275-ФЗ). Это:
- распространение ложных, неточных или искажённых сведений, способных причинить убытки другому хозяйствующему субъекту либо нанести ущерб его деловой репутации;
- введение потребителей в заблуждение относительно характера, способа, места изготовления, потребительских свойств, качества товара;
- некорректное сравнение хозяйствующим субъектом производимых или реализуемых им товаров с товарами других хозяйствующих субъектов;
- продажа товара с незаконным использованием результатов интеллектуальной деятельности и приравненных к ним средств индивидуализации юридического лица, индивидуализации продукции, выполнения работ, услуг;
- получение, использование, разглашение научно-технической, производственной или торговой информации, в том числе коммерческой тайны, без согласия её владельца.

В России существует специфический термин «административный ресурс», часто используемый в конкурентной борьбе. Под этим обычно понимается превышение государственными должностными лицами своих полномочий, то есть коррупция.